# Apartamento das Modelos
Apartamento das Modelos foi um reality show produzido pela RedeTV!. Estreou no dia 23 de abril de 2002 e tinha apresentação de Nelson Rubens.

## Formato
Oito modelos de uma agência confinadas num apartamento em São Paulo e uma câmera digital portátil registrando todo o dia a dia das beldades. O reality show de abril de 2002 chegou a vice-liderança no horário nobre na RedeTV! com a novela O Clone dando 60 pontos no Ibope em primeiro. Depois foi exibido no A Casa é Sua e em flashes nos programas TV Fama e Superpop, além de um programa semanal aos sábados, às 20h30. A proposta era ironizar a febre mundial do Big Brother, que inaugurou a fase desse gênero no Brasil e acabou se tornando um verdadeiro campeão de audiência. Os prêmios foram uma moto e um ano de contrato com a agência Mega. O programa foi exemplarmente produzido pelo saudoso Marcelo Coutinho, um dos melhores do ramo.